# تيم نيلسون (منافس ألعاب قوى)
تيم نيلسون (بالإنجليزية: Tim Nelson)‏ هو منافس ألعاب قوى أمريكي، ولد في 27 فبراير 1984.

## وصلات خارجية
- تيم نيلسون على موقع الاتحاد الدولي لألعاب القوى (الإنجليزية)
- تيم نيلسون على موقع الاتحاد الأمريكي لسباقات المضمار والميدان (الإنجليزية)